# Tirocidina

Tirocidina A

La Tirocidina è una miscela di decapeptidi ciclici prodotto dal batterio Bacillus brevis. Può essere composto da 4 diverse sequenze amminoacidiche, nominate A, B, C e D.
Le sequenze A, B e C sono decapeptidi ciclici e parte della sequenza è simile a quella della gramicidina S.
La biosintesi della tirocidina coinvolge tre enzimi

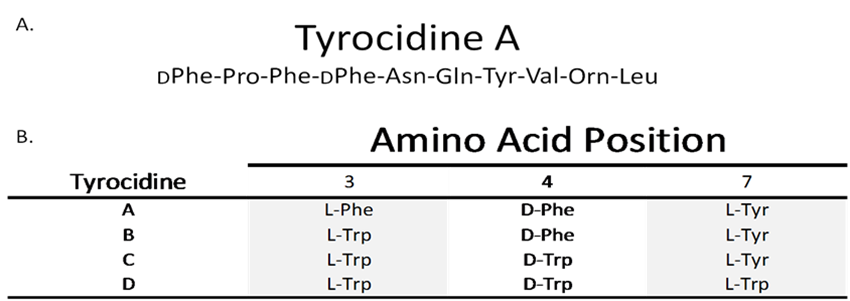
Sequenze amminoacidiche della tirocidina

La tirocidina è il componente principale della tirotricina, miscela antibiotica costituita in gran parte da tirocidina ed in misura minore da gramicidina.
La tirodicina è stato il primo antibiotico ad essere commercializzato.

## Meccanismo d'azione
Il meccanismo d'azione della tirocidina è praticamente unico fra tutti gli antibiotici: crea una perturbazione nel doppio strato lipidico della membrana interna dei batteri sconvolgendo la struttura della membrana.